# جيمس باول جي
جيمس باول جي (بالإنجليزية: James Paul Gee)‏ هو لغوي أمريكي، ولد في 15 أبريل 1948 في سان خوسيه في الولايات المتحدة.